# Chiesa di Maria Vergine Assunta (Revello)
La chiesa di Maria Vergine Assunta, nota anche con il titolo di collegiata, è la parrocchiale di Revello, in provincia di Cuneo e diocesi di Saluzzo; fa parte della zona pastorale di Barge, Bagnolo Piemonte e Valle Po.

## Storia
La costruzione della collegiata di Revello venne decretata nel 1483 da papa Sisto IV e sostenuta dal marchese Ludovico II; i lavori furono poi portati a termine nel 1492.
Negli anni quaranta del Seicento il tetto della cappella risuonava in pessimo stato, tanto che l'ambiente era soggetto a infiltrazioni; sul finire del secolo successivo fu realizzata la scalinata che conduce all'ingresso della chiesa.
La struttura subì del danni a causa del terremoto del 1808 e nei decenni successivi si provvide pertanto a consolidarla e a rimaneggiarla; in questa occasione nel 1823 venne costruita la nuova sagrestia.
Negli anni settanta del XX secolo la chiesa fu adeguata alle norme postconciliari mediante l'aggiunta dell'altare rivolto verso l'assemblea; nel 2015 si procedette al risanamento del tetto.

## Descrizione

### Esterno
La simmetrica facciata a salienti della chiesa, rivolta a levante e rivestita in mattoni a faccia vista, è suddivisa in tre corpi, scanditi da contrafforti: quello centrale presenta il monumentale portale d'ingresso marmoreo, costruito da Matteo Sanmicheli nel 1534 e abbellito da lesene, nicchie e statue, e il rosone, mentre le ali laterali sono caratterizzate da due finestre.
Annesso alla parrocchiale è il campanile a pianta quadrata, suddiviso in più registri caratterizzati da finestrelle; anche la cella presenta su ogni lato due finestre a tutto sesto ed è coperta dal tetto a quattro falde.

### Interno
L'interno dell'edificio è suddiviso in tre navate da pilastri sorreggenti degli archi a sesto acuto e abbelliti da semicolonne sopra le quali si impostano i costoloni che caratterizzano le volte a crociera; al termine dell'aula si sviluppa il presbiterio, rialzato di due gradini, inframezzato tra la sagrestia e la cappella del Sacro Cuore e chiuso dall'abside di forma poligonale.
Qui sono conservate diverse opere di pregio, tra le quali il Polittico della Natività, eseguito da Hans Clemer nel 1503, e le due pale raffiguranti rispettivamente la Deposizione e la Trinità, dipinte da Pascale Oddone nel biennio 1540-1541.